# Dabouyo
Dabouyo è una città e sottoprefettura della Costa d'Avorio appartenente al  dipartimento di Guéyo. Conta una popolazione di 44 467 abitanti (censimento 2014).